# Baie des Trépassés
Die Baie des Trépassés (bretonisch Bae an Anaon) ist eine kleine Bucht am Cap Sizun in der Bretagne zwischen der Pointe du Raz und der Pointe du Van. Die Gemeindegrenzen von Plogoff und Cléden-Cap-Sizun verlaufen durch die Mitte der Bucht. 
Der Sage nach verschifften die Kelten von hier ihre Verstorbenen zur Île de Sein – daher der Name: „Bucht der Verschiedenen“. Eine andere Deutung beruht auf der Legende, dass in dieser Bucht die Seelen der Verstorbenen auf das Totenschiff warteten, um ins Jenseits (hinter dem Horizont) gebracht zu werden.
Die Bucht ist wegen des flachen Sandstrandes und der starken Brandung bei Surfern beliebt. Unweit des Strands befinden sich zwei Hotels.
An der Südflanke der Bucht entstand während des Zweiten Weltkriegs die zum Atlantikwall gehörende, als Ruine erhaltene Bunkeranlage Qu 12.